# ママハハ・ブギ
『ママハハ・ブギ』はTBS系列で1989年7月3日 - 9月18日に放送されたテレビドラマ。全12回。遊川和彦脚本の“ブギ3部作”の第一作。（後に『予備校ブギ』、『ADブギ』）。
放送時間は月曜21:00 - 21:54（JST）だが、この枠での連続ドラマは本作が最後となっている。

## あらすじ
ファッションモデルの蘭子（浅野温子）は、仕事先のロサンゼルスで広告代理店の担当部長である水谷博と現地挙式し、仕事が長引く博を残して一足先に単身帰国する。
自分のマンションを引き払い、水谷家の邸宅入りした蘭子は、博の死別した先妻との子であり、ふさぎこんで無口な長男・誠（織田裕二）、絵に描いたようなツッパリ不良の次男・正雄（的場浩司）、ウソつきで性格の裏表が激しい長女・恵美（石田ひかり）と会う。仕事人間で家庭を顧みない父親の元で冷めた家族観を持っていた子供たちは、父親の再婚相手で継母となった蘭子のことも受け入れようとはせず、ひとつ屋根の下で継母と継子たちの緊張感溢れる同居生活が始まる。
やがて水谷家の面々が抱えていた悩みや様々な問題を共に乗り越える中で互いの距離を縮めていき、蘭子の同居開始から3か月後、4人はかけがえのない本物の家族として博の帰国の日を迎える。

## キャスト
水谷蘭子
演 - 浅野温子
アラサーのファッションモデル。 わがままで破天荒な性格。CM撮影でロスに行った際、担当していた広告代理店勤務の博と意気投合して現地で結婚。ただし、結婚の条件として「家事はしない。仕事は続ける。子供の面倒は見ない。」の3つを約束させた。博より先に帰国し、先妻の子ども3人と水谷家で暮らし始める。
水谷博
演 - （なし）
広告代理店に勤務、役職は部長。3人の子供を抱える男やもめであったが、縁あって蘭子と再婚した。仕事の都合で蘭子だけを先に帰国させ、未だ海外出張中。
水谷誠
演 - 織田裕二
水谷家の長男。対人恐怖症気味で、口をきこうともしない大学生。家では成績優秀な大学生として振る舞っているが、実は国立大学受験に失敗したため、内緒で三流大学に通っている。そのことが家族に露見することを恐れている。当初は蘭子を訝しんでいたが徐々に絆され、また、継母としてではなく一人の女性として目を向けるようになる。
水谷正雄
演 - 的場浩司
水谷家の次男。高校生であるが現在停学中。絵に描いたようなツッパリ少年で祖母である玲子に毛嫌いされている。
水谷恵美
演 - 石田ひかり
水谷家の長女。中学生。社交的で明るく愛想が良い。しかしそれは表向きであり、内心は蘭子のことを「意地悪女」と嫌い、平気で嘘をつく。将来は演劇の道に進みたいと思っている。
阿部慎之輔
演 - 所ジョージ
博の部下で蘭子の世話を頼まれたお人好し社員。蘭子にとって（博を除けば）水谷家で一番の味方。蘭子は「阿部ちゃん」とよんでいる。
嵐山玲子
演 -白川由美
博の先妻の母、子どもたちにとっては祖母。孫をダシに水谷家に出入りしている。自分の立場を脅かしそうな蘭子を気に入らず、「あなたはこの家に存在しないものと思っています」と一方的に宣戦布告。三兄妹の騒ぎを蘭子のせいにしては「あなたの夫にいいつけて離婚させます」というのがお決まりのセリフ。
佐野真一
演 - 竹内力
蘭子の友人。元彼氏らしく、博と結婚した蘭子のことを心配する。
正雄の担任
演 - 石倉三郎
- 井田州彦
- 比嘉ひとみ
- 段田安則
- 遠山俊也
- 稲川淳二（警視庁二子玉川警察署署員）
- 伊東四朗（特別出演、嵐山玲子の再婚予定相手）
- 小林稔侍（特別出演）
- 植木等（特別出演、家間違いの謎の客）

## 主題歌
- 「Dear Friends」PERSONZ

## スタッフ
- 脚本：遊川和彦
- 演出：吉田秋生、山泉脩
- 演出補：貴島誠一郎
- プロデューサー：八木康夫

## サブタイトル
| 各話   | 放送日        | サブタイトル                         | 演出     |
| ------ | ------------- | ------------------------------------ | -------- |
| 第1回  | 1989年7月3日  | 長男ダンマリ、二男ケダモノ、長女は…  | 吉田秋生 |
| 第2回  | 1989年7月10日 | ママコがコワくてママハハやれッか!    | 吉田秋生 |
| 第3回  | 1989年7月17日 | 家出物語                             | 山泉脩   |
| 第4回  | 1989年7月24日 | オサナなじみは恋の予感!              | 山泉脩   |
| 第5回  | 1989年7月31日 | 今夜、ついに告白                     | 吉田秋生 |
| 第6回  | 1989年8月7日  | 男の人生に口出しするワヨ!            | 吉田秋生 |
| 第7回  | 1989年8月14日 | 魔法使いは拒食症                     | 山泉脩   |
| 第8回  | 1989年8月21日 | 君のウソがバレた                     | 吉田秋生 |
| 第9回  | 1989年8月28日 | せつない恋                           | 吉田秋生 |
| 第10回 | 1989年9月4日  | 好きだと言えない!                    | 山泉脩   |
| 第11回 | 1989年9月11日 | 八ヶ岳山ろくの悲劇                   | 吉田秋生 |
| 最終回 | 1989年9月18日 | さようならママハハ!お帰りなさいパパ! | 吉田秋生 |

## 備考
- 当初、長女役は小川範子にオファーがあったのだが、問題児役が続く小川のイメージ固定化に所属事務所が難色を示し降板。急遽石田ひかりが代役となった。小川は同時期に昼ドラ『夏色の天使』主演が決まっており、スケジュール的な問題もあっての降板であった。
- 当作品の終了後、TBSの月曜21時枠は2時間ドラマ枠が長年にわたって編成された。次に月曜21時枠が1時間枠になるのは『メイドインジャパン!』が2019年4月に放送開始するまで29年半の期間を要する結果になった。